# 安野中国人受难之碑
安野中国人受难之碑是位于日本广岛县安艺太田町中国电力安野发电站（中国電力安野発電所）的一块纪念碑，纪念在第二次世界大战中被日本强掳至此勞動的中国劳工。该碑由日本西松建設建立。

## 渊源
第二次世界大战中，大批中国人被强掳至日本充当劳工。日本西松建设（二战時称“西松组”）的记录表明，1944年中华民国山东省有360人被强掳至日本，被迫在西松组位于广岛县的安野发电站的建设工地劳动，其中29人死于广岛市原子弹爆炸等灾难。
1998年，部分上述被强掳至广岛县安野发电站建设工地从事严酷劳动的原中国劳工等提起诉讼。2007年，日本最高法院裁定原告方即原劳工方败诉，但表示“期待各方当事人为救济受害人而努力”。西松建设于2009年10月在该诉讼外通过东京简易法院以出资设受害救济信托基金等条件同原告方即原劳工方达成和解。原中国劳工及遗属提出的建立纪念碑的要求也写入了和解协议。根据和解协议，日本西松建设（东京）公司同意为中国劳工修建纪念碑。
2010年10月23日，位于广岛县安艺太田町的中国电力安野发电站即当时的建设工地举行了“安野中国人受难之碑”揭幕仪式。约40名原中国劳工和家属等出席揭幕仪式并向纪念碑敬献鲜花。时年85岁的原中国劳工邵义诚说，“看到这块纪念碑，过去的种种苦难经历涌上心头。中国和日本两国不能再有战争了，两国的人民也不应该再去经历这样的苦难！”
安野中国人受难之碑建在山上，碑高3.6米，利用從中國運來的中国产石料建成。碑正面书有“安野中国人受难之碑”九个大字，碑上还有用日文和中文所刻的强掳中国劳工的历史和诉讼的历史及360名原中国劳工的姓名。